# Мастро Марино (Фрозиноне)
Мастро Марино је насеље у Италији у округу Фрозиноне, региону Лацио.
Према процени из 2011. у насељу је живело 16 становника. Насеље се налази на надморској висини од 105 м.